# اندیس آنومالی کلاته گرگیبر
آنومالی کلاته گرگیبر یک اندیس فلزی است که در حوالی شهر باشتین استان خراسان قرار دارد و مادهٔ معدنی موجود در آن، طلا است.سنگ میزبان این اندیس هارزبورژیت، سرپانتینیت، آمیزه رنگین، اسپیلیت، آندزیت آمفیبول‌دار است  